# Lipiny (Hajnówka)
Lipiny − część miasta Hajnówki w Polsce, w województwie podlaskim, w powiecie hajnowskim. Rozpościera się we wschodniej części miasta, w rejonie ulicy Celnej.
1 lutego 1977 włączone do Hajnówki.
Uwaga: 1 stycznia 1998 do Hajnówki włączono część wsi Lipiny (28,75 ha), położonej na północ od Hajnówki. Obszar ten nie ma powiązania z obszarem włączonym do Hajnówki w 1977 roku